# اکنون فلسفه
اکنون فلسفه (انگلیسی: Philosophy Now) یک مجله فلسفه دو ماهنامه است که از دکه‌های خبری و کتاب فروشی‌ها در ایالات متحده، بریتانیا، استرالیا و کانادا به فروش می‌رسد. همچنین در دستگاه‌های دیجیتال و آنلاین در دسترس است. هدف آن جلب توجه عموم مردم و همچنین دانشجویان و معلمان فلسفه است. این مجله در سال ۱۹۹۱ تأسیس شد و اولین مجله عمومی فلسفه بود.